# Seznam EET softwaru
Tyto software slouží podnikatelům České republiky k online registraci tržeb neboli EET (elektronická evidence tržeb).
| Název                                     | OS/Platforma                                      | Licence  | Paušál   | Tisk                             | Odkaz                                                              |
| ----------------------------------------- | ------------------------------------------------- | -------- | -------- | -------------------------------- | ------------------------------------------------------------------ |
| SW-EET Free                               | Android                                           | freeware | ne       | ano - Bluetooth, USB             | https://play.google.com/store/apps/details?id=cz.sw_eet.Maloobchod |
| eÚčtenka                                  | Android                                           | freemium | ne / ano | ano                              | http://euctenka.cz/                                                |
| EET plus jednoduše                        | Android                                           | freeware | ne / ano | ano - Bluetooth, USB, LAN        | https://eetplus.cz                                                 |
| EKONOM účtenka                            | Android                                           | komerční | ano      | ano - Bluetooth, WIFI            | https://ekonom-uctenka.cz                                          |
| Vodafone ePokladna                        | Android, iOS                                      | komerční | ano      | ano                              |                                                                    |
| Profi Účtenka                             | Android, iOS, Windows 10                          | freeware | ne       | ano - Bluetooth, USB, LAN        | https://www.autoeet.cz/ Archivováno 5. 9. 2020 na Wayback Machine. |
| Lilka                                     | Android, iOS, Windows 10                          | komerční | ne       | ano                              |                                                                    |
| HairSoft                                  | Windows 7 a vyšší                                 | komerční | ano      | ano - Bluetooth, Wi-Fi, USB, LAN | https://www.hairsoft.cz/                                           |
| Pokladnička EET                           | Windows XP a vyšší                                | komerční | ne       | ano                              |                                                                    |
| AutoEET                                   | Windows XP a vyšší, Android, iOs                  | komerční | ano      | ano                              |                                                                    |
| JswEET                                    | Windows Vista a vyšší                             | freeware | ne       | ano                              | https://www.jezeksw.cz/                                            |
| GOKASA                                    | Windows 7 a vyšší, Android, iOS, webový prohlížeč | komerční | ano/ne   | ano - Bluetooth, Wi-Fi, USB, LAN | https://www.gokasa.cz                                              |
| O2 eKasa                                  | hardware poskytovatele                            | komerční | ano      | ano                              |                                                                    |
| T-Mobile Elektronická pokladna Kalkulačka | hardware poskytovatele                            | komerční | ano      | ano                              |                                                                    |
| EET klient                                | Java 8                                            | komerční | ne       | ano                              |                                                                    |